# Federico Basavilbaso
Federico Basavilbaso (Buenos Aires, 24 de març de 1974) és un exfutbolista argentí, que ocupava la posició de migcampista.

## Trajectòria
Al seu paìs hi va militar al Deportivo Español (93/96) i a San Lorenzo (96/98). El 1998 deixa la competició argentina per l'espanyola, al recalar pel CD Tenerife.
Al quadre canari el migcampista hi jugaria 121 partits en cinc temporades, dividides entre Primera i Segona Divisió. La seua millor campanya va ser la 00/01, amb 39 partits, i rematat per l'ascens a la màxima categoria. A partir del 2002 amb prou feines va comptar per al quadre tècnic del CD Tenerife, fins al punt de romandre en blanc la campanya 03/04.